# Flash (film)
Flash (v anglickém originále The Flash) je americký akční film z roku 2023 režiséra Andyho Muschiettiho, natočený na motivy komiksů z vydavatelství DC Comics o stejnojmenné postavě. V titulní roli se představil Ezra Miller, v dalších rolích se objevili Ben Affleck, Michael Keaton, Sasha Calle, Kiersey Clemons, Maribel Verdú a Ron Livingston. Jedná se o třináctý snímek série DC Extended Universe.
Natáčení bylo zahájeno v dubnu 2021 v Londýně, do amerických kin byl film uveden 16. června 2023.

## Obsazení
- Ezra Miller jako Barry Allen / Flash; Miller si zahrál taky alternativní a mladší verzi své postavy z roku 2013 a taky zápornou verzi postavy z budoucnosti zvanou Dark Flash
- Sasha Calle jako Kara Zor-El / Supergirl
- Michael Shannon jako generál Zod
- Maribel Verdú jako Nora Allenová
- Ron Livingston jako Henry Allen
- Michael Keaton jako Bruce Wayne / Batman a alternativní verze Batmana
- Kiersey Clemons jako Iris Westová
- Antje Traue jako Faora-Ul
- Ben Affleck jako Bruce Wayne / Batman
- Jeremy Irons jako Alfred Pennyworth
- Temuera Morrison jako Thomas Curry
- Gal Gadot jako Diana Prince / Wonder Woman
- Jason Momoa jako Arthur Curry / Aquaman
- Sanjeev Bhaskar jako David Singh
- Henry Cavill jako Kal-El / Clark Kent / Superman
- Nicolas Cage jako alternativní verze Supermana
- Christopher Reeve jako alternativní verze Supermana
- George Reeves jako alternativní verze Supermana
- Helen Slater jako Supergirl
- Adam West jako alternativní verze Batmana
- Jack Nicholson a Cesar Romero jako alternativní verze Jokera
- Eartha Kitt jako alternativní verze Catwoman
- George Clooney jako alternativní verze Batmana